# Tenuipalpus antipodus
Tenuipalpus antipodus är en spindeldjursart som beskrevs av Elsie Collyer 1964. Tenuipalpus antipodus ingår i släktet Tenuipalpus och familjen Tenuipalpidae. Inga underarter finns listade i Catalogue of Life.